# Трудная жизнь
Трудная жизнь (итал. Una Vita difficile) — итальянский комедийно-драматический фильм 1961 года режиссёра Дино Ризи. Фильм впоследствии был внесён в 100 итальянских фильмов, которые нужно сохранить, от послевоенных до тысяча девятьсот восьмидесятых годов.

## Сюжет
Сильвио Маньоцци, человек со сложной судьбой, но высоких моральных стандартов, проигрывает в жизненных коллизиях, даже свою жену Элену Павинато. Вместо того, чтобы лицемерно лизать сапоги своих начальников и идти вверх по лестнице успеха, он терпит неудачи в этих соревнованиях. Впоследствии Сильвио смягчает свои требования и начинает жить так, как другие.

## В ролях
- Альберто Сорди — Сильвио Маньоцци
- Леа Массари — Елена Павинато
- Франко Фабрици — Франко Симонини
- Лина Волонги — Амалия Павинато
- Клаудио Гора — Браччи
- Антонио Чента — Карло, ухажёр Елены Павинато
- Эдит Питерс — камео